# Вандербильт, Консуэло

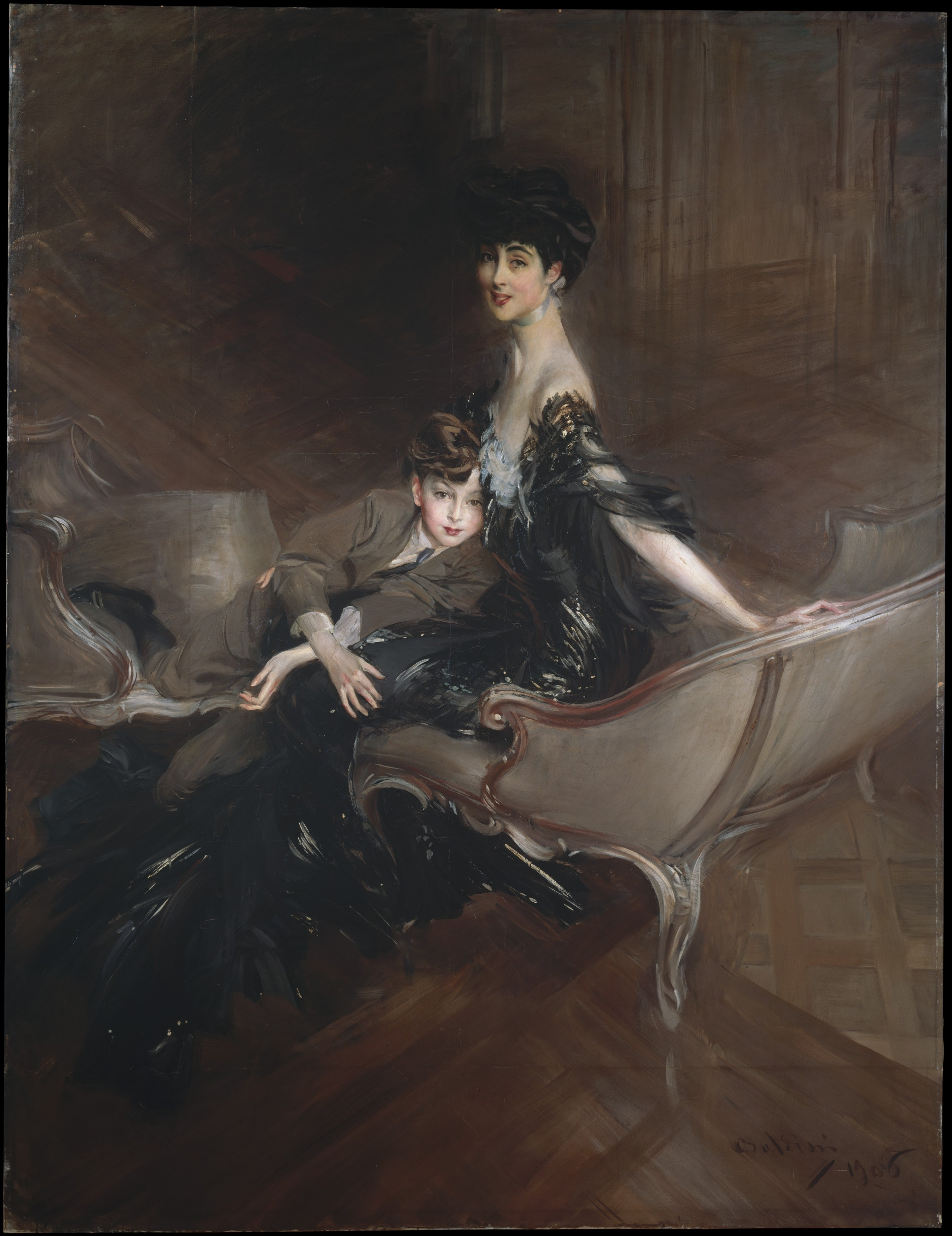
«Консуэло, герцогиня Мальборо и её сын лорд Айвор Спенсер-Черчилль», Джованни Болдини, 1905. Дар Консуэло музею Метрополитен, Нью-Йорк.

Консуэло Вандербильт (англ. Consuelo Vanderbilt; в первом браке Консуэло Спенсер-Черчиль, герцогиня Мальборо, англ. Consuelo Spencer-Churchill, Duchess of Marlborough; 2 марта 1877, Нью-Йорк — 6 декабря 1964, Нью-Йорк) — представительница семьи американских миллионеров Вандербильтов, вышедшая замуж за 9-го герцога Мальборо, двоюродного брата Уинстона Черчилля. Самая богатая невеста викторианского времени, её свадьба стала международным символом выгодного для обеих сторон брака.

## Биография
Родилась в Нью-Йорке. Была единственной дочерью Уильяма Киссама Вандербильта, американского миллионера и железнодорожного магната, и его первой жены, алабамской красавицы, а затем суфражистки Альвы Эрскин Смит (1853—1933). Своим экзотическим испанским именем Консуэло обязана своей крёстной матери, Марии Консуэло Иснаге дель Валле (1858—1909), наполовину кубинке. (В своё время Мария вызвала изумление в обществе тем, что вышла замуж за искателя приданого Джорджа Виктора Монтегю, виконта Мандевиля. Этот союз Старого и Нового Света заставлял отца жениха, 7-го герцога Манчестерского, открыто заявлять, что его сын женился на «краснокожей»).
На Консуэло Вандербильт с детства оказывала сильное давление её мать Альва, которая предрешила, что дочь выйдет замуж так же удачно, как и её тезка и крёстная, чей муж к тому времени уже унаследовал герцогский титул. В своей биографии Консуэло рассказывает, как её заставляли носить металлический корсет для исправления осанки. Девочка обучалась дома гувернантками и приглашёнными учителями, с юного возраста изучила языки.
Как и её крёстная, Консуэло привлекала внимание многих обладателей титулов, желающих соединить своё благородное происхождение с её состоянием. Мать получила как минимум пять предложений руки и сердца, но одобрила только одного — принца Франца Иосифа Баттенберга. В свою очередь Консуэло отказалась от замужества с этим неприятным для неё аристократом. Прочие же не удовлетворяли требованиям Альвы. К счастью, в отличие от большинства других богатых невест, Консуэло была необычайно привлекательна и мила. Её красота была так велика, что сэр Джеймс Бэрри написал о ней: «Я бы мог прождать всю ночь под дождём ради того, чтобы увидеть, как Консуэло Мальборо садится в карету». Её описывали такими словами: «пикантный овал лица, длинная красивая шея, огромные тёмные глаза с загнутыми ресницами». Облик Консуэло прекрасно соответствовал «slim, tight look», который стал моден в эдвардианскую эпоху.

### Первый брак

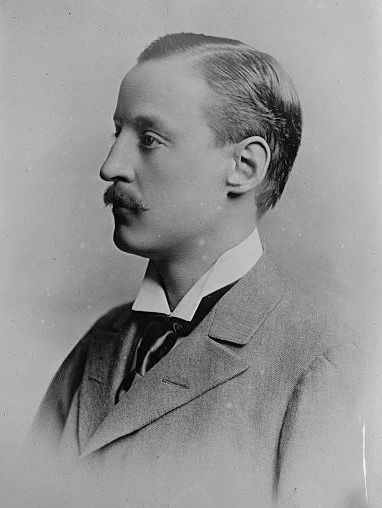
Герцог Мальборо.

Благодаря усилиям леди Паже (урождённой американки Mary «Minnie» Stevens), которая стала своего рода брачным агентом для богатых американских наследниц и британских аристократов, Альва познакомила свою дочь с Чарльзом Спенсером-Черчиллем, 9-м герцогом Мальборо (1871—1934), по прозвищу Санни (Sunny), двоюродным братом будущего премьер-министра Великобритании Уинстона Черчилля.

Но Консуэло не обратила на герцога внимания, будучи уже тайно помолвленной с американцем по имени Уинтроп Резерфорд. Узнав об этом, Альва обрушилась на дочь, приказала ей выйти замуж за Мальборо, заперла девушку в комнате, сопровождая это угрозами убить Резерфорда. Когда это не помогло, Альва прикинулась умирающей из-за непослушания дочери и, в конце концов, 18-летняя Консуэло согласилась на свадьбу.
Приданое, полученное герцогом, составило 2,5 млн долларов (ок. 75 млн в наши дни, с учётом инфляции). Эти средства позволили герцогу восстановить знаменитый Бленхеймский дворец. Свадьба состоялась 6 ноября 1895 года в епископальной церкви Св. Фомы в Нью-Йорке. Дети от этого брака:
1. Джон Альберт Уильям Спенсер-Черчилль, маркиз Блендфорд, будущий 10-й герцог (18 сентября 1897 — 11 марта 1972)
2. лорд Айвор Спенсер-Черчилль (14 октября 1898 — 17 сентября 1956)

Рождение этих детей лишило титула Уинстона Черчилля, который стал бы следующим герцогом, если бы его двоюродный брат Чарльз умер, не оставив потомства. Первое, что заявила молодой невестке свекровь, герцогиня Фанни: «Ваша первейшая обязанность — родить ребёнка, и это должен быть сын, ибо мне невыносимо даже подумать, что герцогом станет этот выскочка Уинстон». «Возможно, вы уже беременны?» — интересовалась она далее. Консуэло называла своих детей «Наследник и Запасной» (the Heir and the Spare).
Бедность людей, проживавших на землях мужа, произвела сильное впечатление на новоиспечённую герцогиню, и она стала помогать им. Затем она также оказалась вовлечена в другие филантропические проекты. Консуэло ожидал оглушительный успех в светском обществе Великобритании. В 1902 году вместе с мужем она побывала в России. В Петербурге чета была принята вдовствующей императрицей Марией Фёдоровной. Вероятно, именно тогда был сделан заказ Фаберже на изготовление «Яйца Мальборо» (ныне ювелирное яйцо находится в музее Фаберже в Санкт-Петербурге).
Тем не менее, отношения между нею и супругом, и без того не особо пылкие, со временем всё больше и больше стали сходить на нет. Супруги стали жить раздельно с 1907 года. В то время как герцог со временем попал под обаяние Глэдис Мэри Дикон, небогатой харизматичной американки, на которой впоследствии женился, имя герцогини стали связывать с кузеном её мужа, привлекательным достопочтенным Реджинальдом Феллоузом, кроме того — с великим князем Дмитрием Павловичем и некоторыми другими.
Консуэло и герцог развелись в 1921 году после 26 лет брака. 19 августа 1926 года по просьбе герцога, перешедшего в католицизм, и с согласия Консуэло венчание было аннулировано Ватиканом, что облегчило переход герцога в новую веру. Развод, к удивлению многих, был поддержан матерью Консуэло, которая открыто заявила, что это был акт ошибочного принуждения: «Я заставила свою дочь выйти замуж за герцога», — рассказывала Альва интервьюеру, — «У меня была абсолютная власть над дочерью». К тому времени Альва уже сама развелась с мужем (1895), шокировав высшее американское общество, и сочетавшись вторым браком с сыном еврейского банкира, активно занялась суфражистской деятельностью. В последующие годы мать и повзрослевшая дочь смогли наладить более близкие и тёплые отношения.

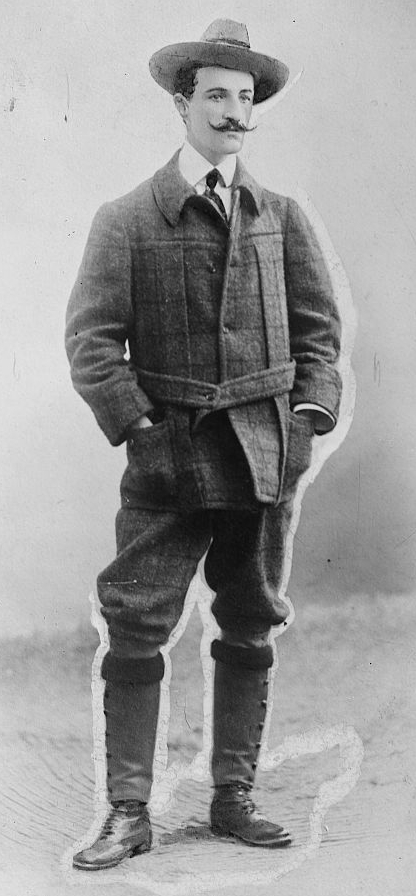
Жак Бальзан.

### Второй брак
Незамедлительно после развода, 4 июля 1921 году Консуэло вступила во второй брак с подполковником Жаком Бальзаном (1868—1956), пионером французского воздухоплавания, авиации и гидроавиации, который к тому же был наследником текстильного фабриканта. Брат его, Этьен, был любовником Коко Шанель. Бальзан, как указывают, познакомился с Консуэло ещё в Нью-Йорке, когда ей было 17 лет, и все это время сохранял к ней привязанность. Это был счастливый брак.

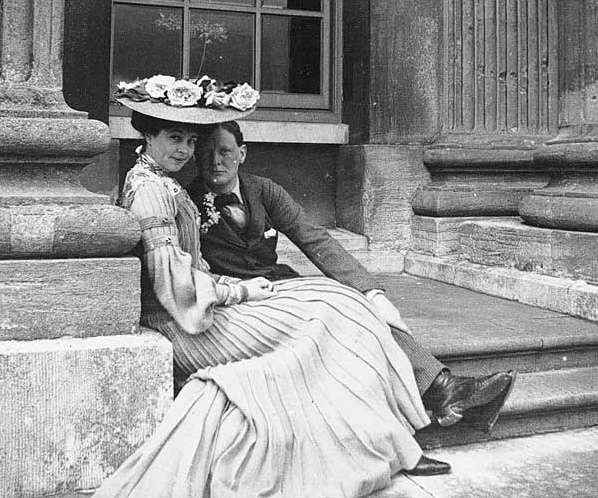
Консуэло с кузеном супруга, Уинстоном Черчиллем.

Несмотря на развод, Консуэло сохранила связи с кланом Черчиллей, в особенности с сэром Уинстоном, который был частым гостем в её шато Saint-Georges-Motel недалеко от Дрё, в 50 милях от Парижа. Именно там он написал свои последние картины перед войной. Жак и Консуэло Бальзан проживали в своём особняке в Париже, рю Шарль-Флоке.
В период Второй мировой войны Бальзан оказался в рядах французского Сопротивления. Затем через Испанию и Португалию супруги смогли бежать из нацистской Европы в США, где и проживали до конца войны. Консуэло награждена орденом Почетного легиона за филантропическую деятельность и открытие детского госпиталя в Париже. В 1953 году она опубликовала автобиографию, в которой много пишет об эпохе и современниках, но избегает подробностей своей интимной жизни.
Скончалась в Саутгемптоне на Лонг-Айленде, Нью-Йорк, 6 декабря 1964 года в возрасте 87 лет, на 8 лет пережив любимого мужа. Похоронена рядом со своим младшим сыном, лордом Айвором, и сэром Уинстоном, на кладбище церкви Святого Мартина (Блейдон) в графстве Оксфордшир, вблизи своей бывшей резиденции — дворца Бленхейм.

## Другие Консуэло Вандербильт
- Брат герцогини, Уильям Киссам Вандербильт II[англ.], назвал свою дочь, родившуюся в 1903 году, в честь сестры.

## В литературе
- Автобиография: Consuelo Balsan. «The Glitter and the Gold», 1953. (Литературная обработка журналиста Стюарта Престона). Критики назвали её «идеальной эпитафией эре элегантности».
- Некоторые черты Консуэло послужили Эдит Уортон образцом для создания персонажа Кончиты Клоссон в романе «The Buccaneers» (букв. «Пиратки», в русском переводе телефильма — «Красотки») об американках, покоряющих лондонский свет. В экранизации романа 1995 г. эту роль играла Мира Сорвино. Но основное отличие состоит в том, что Кончита Клоссон — красивая, но небогатая американка, выходящая замуж не за герцога, а за его разорившегося родственника, который из-за своей разгульной жизни в конце концов заболевает сифилисом. Эти черты заимствованы писательницей, скорее, из истории брака другой американки, вышедшей подобным образом замуж поколением ранее — леди Рэндольф Черчилль (мать Уинстона). Элементы истории Консуэло использованы также в описании жизни главной героини романа — Нэн Сен-Джордж, которая хотя и не обладает экзотическим испанским именем и элегантной красотой, зато в отличие от Кончиты, выходит замуж за герцога, затем расстается с ним, чтобы наконец воссоединиться с мужчиной, полюбившим её ещё до свадьбы.
- Существует версия, что именно Консуэло — это и есть та самая «заносчивая Вандербильдиха», противник Эллочки-людоедки в романе «Двенадцать стульев»: «Сверкающая фотография изображала дочь американского миллиардера Вандербильда в вечернем платье. Там были меха и перья, шёлк и жемчуг, лёгкость покроя необыкновенная и умопомрачительная причёска».Тем не менее, эта версия скорее всего ошибочная, так как на момент написания романа «Двенадцать стульев» (1927 год), Консуэло было уже около 50 лет, и вряд ли она могла составить «конкуренцию» молодой Эллочке. Более вероятно, что прототипом для «заносчивой Вандербильдихи» послужила её племянница и тёзка — Консуэло Вандербильт (1903—2011) — вторая дочь миллионера Уильяма Киссама Вандербильта II, основателя автогонок «Кубок Вандербильта», являвшаяся на момент написания романа незамужней светской львицей (старшая дочь Уильяма Киссама Вандербильта II — Мюриел Вандербильт[англ.] — на тот момент была уже замужем, и больше интересовалась коннозаводством и скачками, чем светской жизнью).

## Дальнейшее чтение
- Amanda Mackenzie Stuart. Consuelo and Alva Vanderbilt: The Story of a Daughter and a Mother in the Gilded Age. — HarperCollins Publishers, 2012. — 608 p.